# Parque nacional de Jasmund
El Parque Nacional de Jasmund es una reserva natural en el norte de la isla Rügen en Mecklemburgo-Pomerania Occidental, Alemania. Es famoso por tener los escarpados cretácicos más grandes de Alemania, los Königsstuhl (literalmente "Silla del Rey"). Estos escarpados miden 161 m sobre el nivel del Mar Báltico. Los bosques tras los escarpados son también parte del parque nacional.
Consistiendo en solo 30 km², este es el más pequeño de los parques nacionales de Alemania. En 2011, la Unesco incluyó el hayedo de Jasmund en la denominación Hayedos primarios de los Cárpatos y Alemania como Patrimonio de la Humanidad.

## Historia

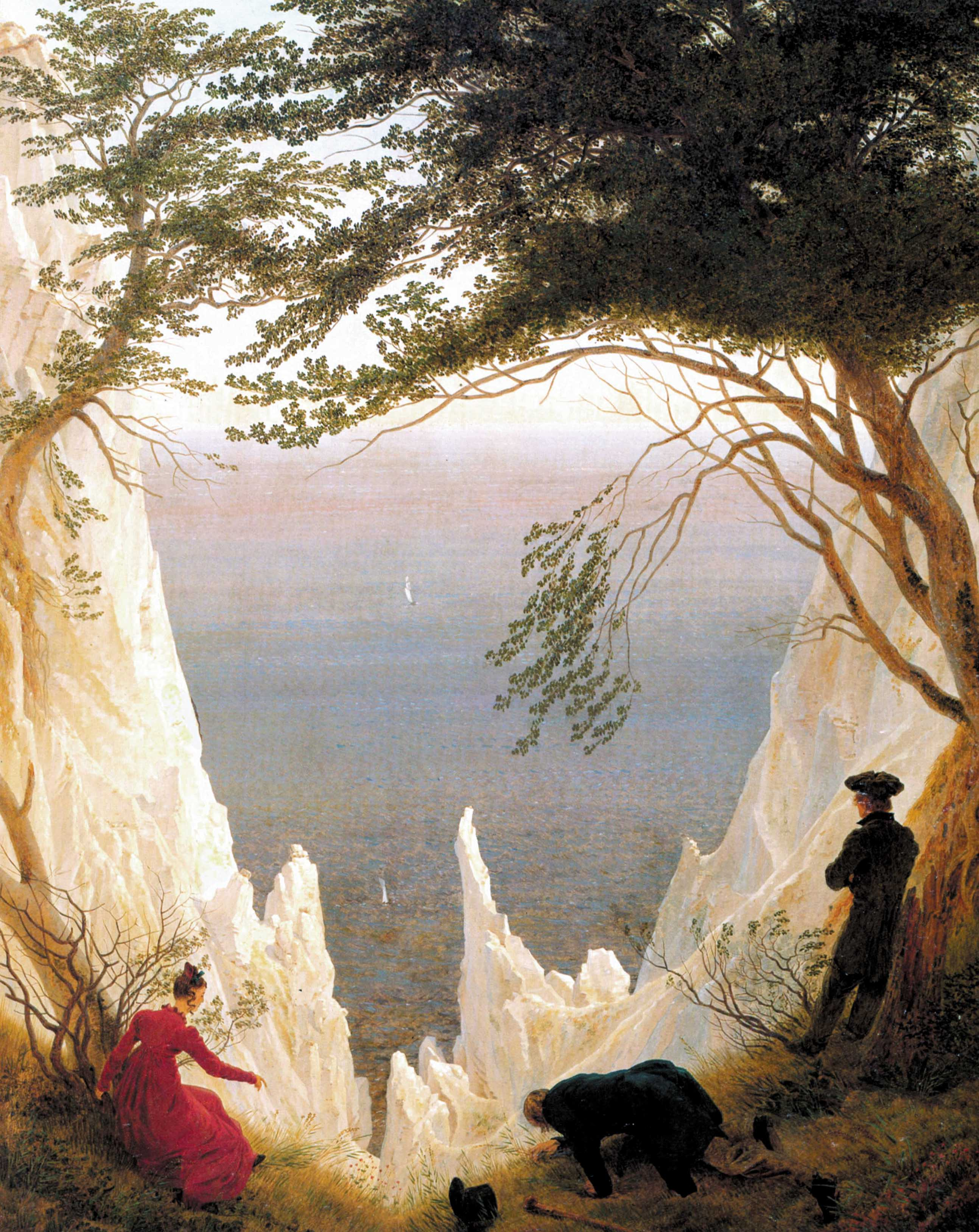
Acantilados blancos en Rügen, pintura de Caspar David Friederich.

El parque fue fundado en 1990 por el último gobierno de la República Democrática Alemana antes de la Reunificación alemana (1991).
Uno de los más impresionantes y más conocidos crestones cretácicos, el "Wissower Klinken", colapsó en el Mar Báltico el 24 de febrero de 2005 en un derrumbamiento causado por condiciones climáticas de fugaces deshielos. La escarpada y sobrecogedora vista es el tema de una conocida pintura del siglo XIX del pintor alemán del Romanticismo, Caspar David Friedrich: Acantilados blancos en Rügen.